# Kunstmuseum van Turku
Het Kunstmuseum van Turku (Fins: Turun taidemuseo; Zweeds: Åbo konstmuseum) is een kunstmuseum in Turku. Het museum werd in 1904 geopend en is daarmee op het Ateneum na het oudste kunstmuseum van Finland.

## Collectie
Het museum is opgedeeld in twee verdiepingen. De eerste verdieping heeft vooral wisseltentoonstellingen van nationale en internationale hedendaagse kunstenaars. Op de tweede verdieping wordt de vaste collectie getoond met vooral werken uit de periode 1880-1910 van bijvoorbeeld Akseli Gallen-Kallela, Hugo Simberg en Albert Edelfelt.

## Park
Om het museum heen ligt het Puolalanpuisto, een klein park waarvan de aanbouw in de toen populaire Neoromantische stijl begon in 1898 en klaar was in 1909. Het park bestaat uit veel plaatselijke vegetatie.

## Afbeeldingen

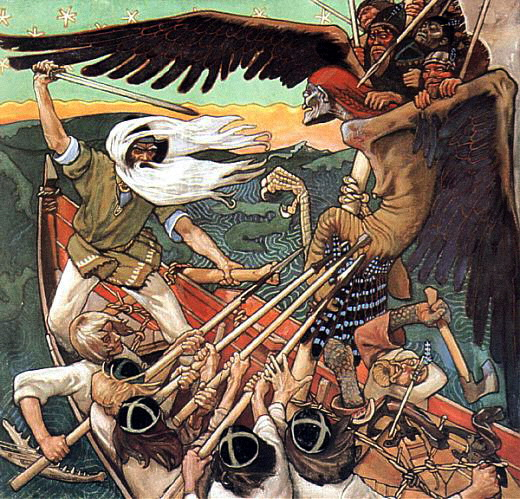
Verdediging van Sampo van Akseli Gallen-Kallela
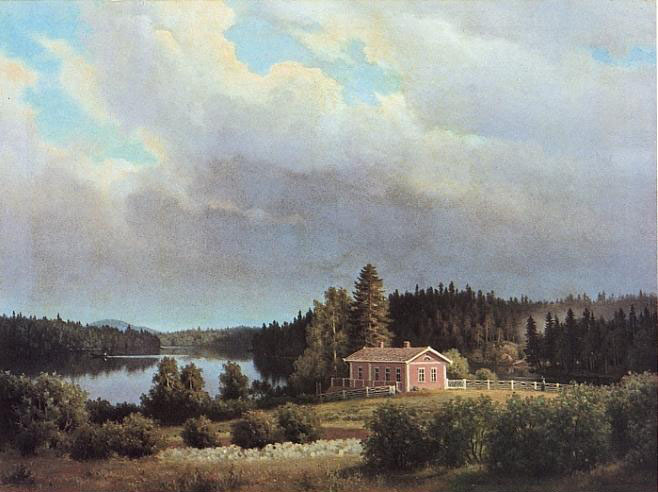
Uitzicht op Hamenlahti van Ferdinand von Wright
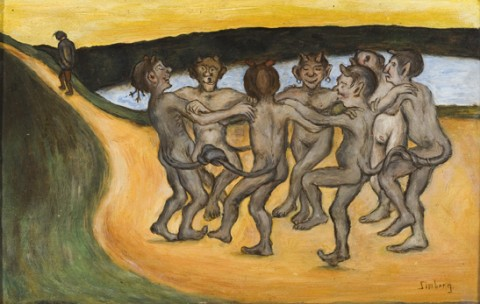
Piiritanssi van Hugo Simberg
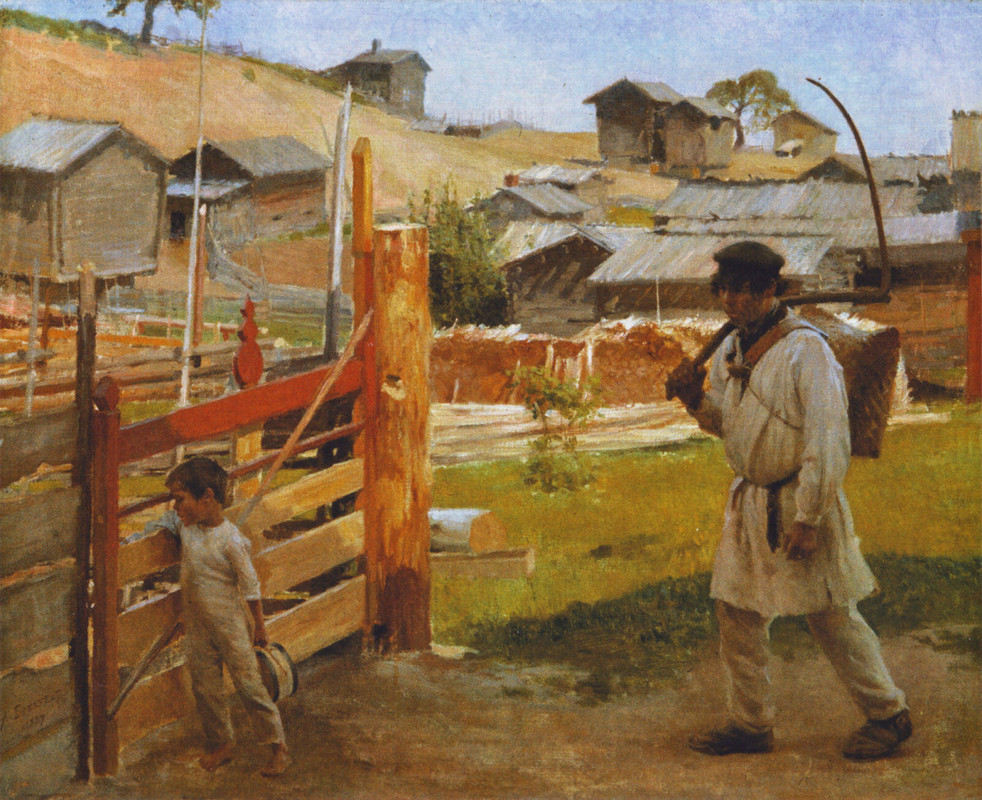
Veräjällä (Portaan kylästä) van Albert Edelfelt
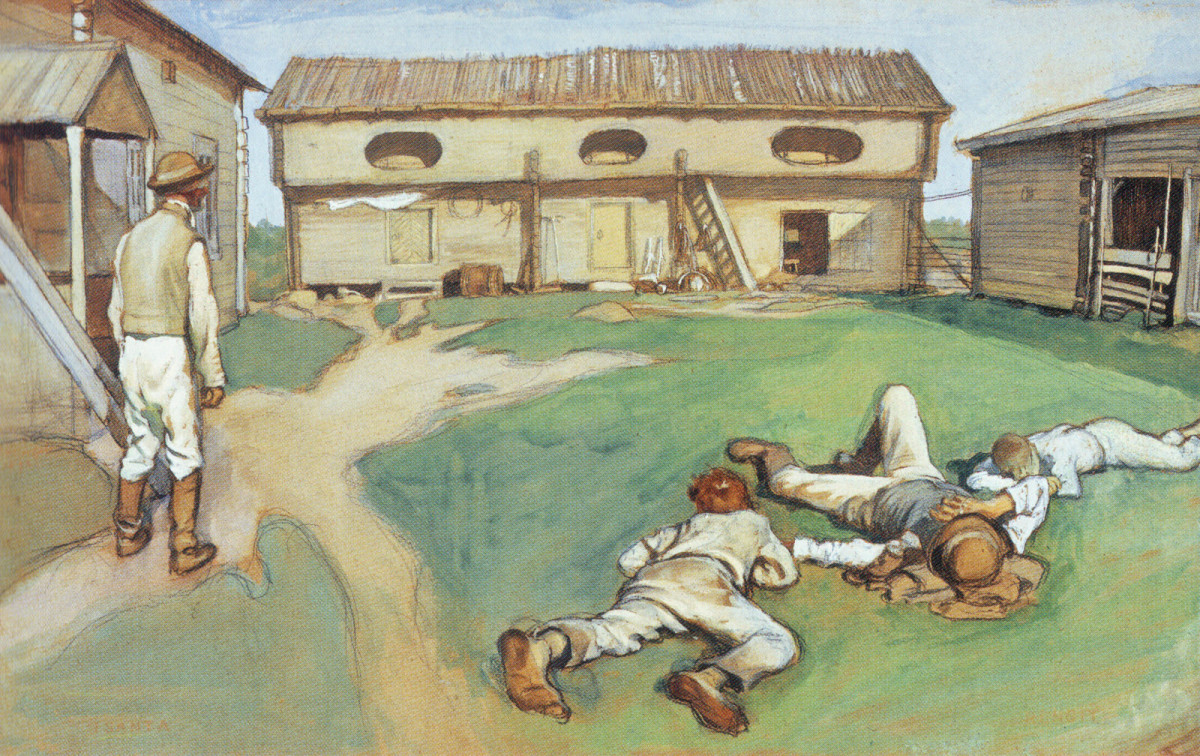
Isäntä ja rengit van Eero Järnefelt